# Pristimantis labiosus
Eleutherodactylus labiosus là một loài động vật lưỡng cư trong họ Strabomantidae, thuộc bộ Anura. Loài này được Lynch, Ruiz-Carranza, & Ardila-Robayo miêu tả khoa học đầu tiên năm 1994.